# Randy Scouse Git
Randy Scouse Git är en poplåt skriven av Micky Dolenz, och utgiven av popgruppen The Monkees, i vilken Dolenz var medlem. Det var Dolenz första egna komposition att ges ut på skiva. Den utgavs som singel i maj 1967 och medtogs på gruppens tredje studioalbum Headquarters. Den blev en hitsingel i Europa, men inte i Nordamerika.
I Storbritannien är "git" ett nedsättande ord för att idiotförklara någon, och efter klagomål från RCA Records som krävde en "alternativ titel" utgavs singeln därför med titeln "Alternate Title", vilket den också gjorde i andra europeiska länder.

## Listplaceringar
| Lista (1967)   | Topplacering     |
| -------------- | ---------------- |
| Australien     | 9 (Go Set)       |
| Danmark        | 6 (DR "Top 20")  |
| Finland        | 34               |
| Frankrike      | 36               |
| Irland         | 4                |
| Nederländerna  | 18               |
| Norge          | 2 (VG-lista)     |
| Nya Zeeland    | 5                |
| Storbritannien | 2                |
| Sverige        | 5 (Kvällstoppen) |
| Sverige        | 9 (Tio i topp)   |
| Västtyskland   | 11               |
| Österrike      | 14               |